# Сава, Алехандро
Алеха́ндро Са́ва Марти́нес (исп. Alejandro Sawa Martínez, 15 марта 1862, Севилья — 3 марта 1909, Мадрид) — испанский писатель
.

## Биография
Сын греческого торговца, выходца из Смирны, импортировавшего в Испанию греческие товары. Учился в семинарии в Малаге, вышел оттуда радикальным антиклерикалом, затем изучал право в Севилье (1878—1879). В 1885 приехал в Мадрид, вел нищенскую богемную жизнь. В 1889 перебрался в Париж, работал в издательстве Гарнье, сблизился с символистскими кругами, подружился, по его свидетельству, с Верленом и Доде, переводил прозу братьев Гонкур. В 1896 вернулся в Испанию, печатался в прессе. Дружил с Рубеном Дарио, Мануэлем Мачадо, Валье-Инкланом. Последний вывел его в образе Макса Эстрельи, главного героя драмы Светочи богемы (1920); также изображен в автобиографическом романе Пио Барохи Древо познания (1911).
Страдал алкоголизмом. До предела обнищал: навестивший Саву незадолго до его смерти Рафаэль Кансинос-Ассенс застал писателя завернувшимся в простыню, вся одежда была продана. Умер слепым и обезумевшим. Эпитафия на его надгробье принадлежит Мануэлю Мачадо.

## Избранная библиография
- La mujer de todo el mundo (1885)
- Crimen legal (1886)
- Declaración de un vencido (1887)
- Noche (1889)
- Criadero de curas (1888)
- La sima de Igusquiza (1888)
- Iluminaciones en la sombra (1910, посмертно)

## Посмертная судьба
Как маргинал и представитель богемы привлёк внимание писателей и литературных критиков поколения шестидесятых годов (Пере Жимферрер, Луис Антонио де Вильена и др.). Начиная с 1970-х несколько его романов были переизданы. В 2000-х годах, в рамках пересмотра канона испанской литературы «конца века», интерес к его творчеству со стороны читателей и литературной критики возобновился. На материалах творчества Савы защищены несколько диссертаций, вышли представительные монографии о писателе.

## Новейшие издания
- Noche. Madrid: Libertarias; Prodhufi, 2001.
- Iluminaciones en la sombra. Madrid: Josef K., 2004 (предисловие Андреса Трапьельо)
- Declaración de un vencido. San Lorenzo de El Escorial: Ediciones Libertarias-Prodhufi, 2005 (переизд. Madrid: Cátedra, 2009)
- Crónicas de la bohemia. Madrid: Veintisiete Letras, 2008